# Miki Porru
Miki Porru (Bologna, 7 ottobre 1964) è un cantautore italiano.
Mette il suo primo sigillo come autore in un disco solista di Red Canzian dei Pooh per il brano “Sogno messicano” che diventa sigla della trasmissione RAI “Una vita da goal”. In seguito partecipa al Festival di Sanremo, nella sezione Nuove Proposte conquistando il 2º posto. Conosciuto anche in tutto il Sudamerica grazie alla reinterpretazione della star centroamericana Lucía Méndez. Il suo primo album “Spine Senza Rose” spazia dal rock al pop coinvolgente e raffinato. I suoi successivi lavori saranno caratterizzati anche da forti influenze electric – funk. Negli ultimi anni si concretizza ulteriormente la sua attività di compositore.

## Biografia
Il suo esordio è nel 1983 con la partecipazione all’album cult “Cuori Italiani”, insieme agli Skiantos, Susy Blady, Patrizio Roversi e ai Gemelli Ruggeri. 
Nella primavera del 1986 Miki firma per la CBS e mette il suo primo sigillo come autore vedendosi pubblicare nell’album solista di Red Canzian “Io e Red” il brano “Sogno messicano” che diventa sigla della trasmissione RAI di Gianni Minà “Una vita da goal”.
Parallelamente, esce il suo primo singolo, “Lei”, presentato al Festivalbar e a Premiatissima. Negli stessi anni gestisce un negozio di dischi a Bologna. 

### Gli anni del Festival di Sanremo
La prima partecipazione di Miki, nel 1987, al Festival di Sanremo gli fa conquistare un secondo posto fra i giovani. Il singolo vende quindicimila copie e diventa una hit in Sudamerica dove viene interpretato da Lucia Mendez. 
Nel 1987 Miki realizza la sua prima tournée nazionale. Nel frattempo, scrive i testi di tre brani dell’album “Blu Notte” di Delia Gualtiero. 
Nel 1988 partecipa di nuovo al Festival di Sanremo dove è protagonista di un episodio curioso: si dimentica di presenziare, nella serata finale, alla premiazione televisiva che lo riguarda, perché si è allontanato dal Teatro Ariston all’inseguimento di Paul Mc Cartney.
“Ogni tanto si sogna” si piazza al quarto posto garantendo vendite e passaggi televisivi, nonché la tournée italiana organizzata dalla Barilla.

### I primi album
Nell’autunno del 1988 arriva il primo album “Spine Senza Rose” (CBS) a seguito del quale Miki parte per una tournée estiva che gli regala oltre 50 concerti. 
Nel 1990 esce “Nuclei Disarmati Annoiati”, suo secondo album (Ricordi), disco dalle forti influenze electric – funk.
Nell’estate del ‘90 parte la sua terza tournée estiva, “NDA Tour – P.S. Siamo tutti brutte copie delle rock’n roll star”. 

### L’attività di autore
Dal 1991 al 1994, dopo avere realizzato alcuni brani per le Lipstick - “Quelle del Rock’n Roll” (che partecipano al festival di Sanremo 1990), collabora con Paul Gordon Manners, e realizza il progetto italo - inglese “Toyland Park”. 
Nel 1997 scrive tutti i brani dell’album “Disincanto” (Sony, 1998) di Giovanni Danieli, e scrive per la voce di Loredana Bertè il pezzo “Non ho che te”. 
La versione sudamericana di uno dei due singoli dell’album, “Terra Verrà”, interpretata da Alberto Plaza raggiunge i primi posti delle classifiche in diversi paesi del Sud America. 
Negli anni 2000 scrive per i Capsicum Three di Phil Mer e per l’album di debutto di Chiara Canzian firma alcuni brani fra cui il singolo “Novembre 96” che viene trasmesso in alta rotazione in tutti i più importanti network radiofonici. 
Nel 2010 è autore per l’album d’esordio dei Kashmir (Fondazione Q) e per Alvin (“Libera l’ormone” - Blu Notte).

### Red Canzian e La Fondazione Q
Da giugno del 2012 ricopre l’incarico di Responsabile Creativo della Fondazione Q, ente filantropico diretto da Red Canzian. 
Per la Fondazione è l’autore di riferimento e firma sette brani dell’album di Arianna Cleri (vincitrice del talent “Io Canto”). Nell’album lavora come coautore con Luca Chiaravalli e Maurizio Fabrizio. 
Nel 2012 esce il suo terzo album “L’uomo che cammina”. 
Parallelamente, Miki porta in giro il suo Live a domicilio “Affitta un Cantautore”, direttamente a casa delle persone. 
Nel giugno 2013 esce “Ci meritiamo tutto”, singolo scritto con lo scrittore e blogger bolognese Danilo Masotti, autore del libro cult “Umarells”. 
Il 30 settembre 2014 esce il nuovo album solista di Red Canzian “L’istinto e le stelle”, per il quale Miki è co-autore di quasi tutti i brani. L’album si piazza al quinto posto dei dischi più venduti in Italia. 
Il 7 ottobre 2014 viene pubblicato il suo nuovo singolo digitale “E Adesso?”. 
Nel 2015 partecipa ad alcune tappe del tour “L’Istinto e le Stelle” di Red Canzian, esibendosi come cantautore all’interno dello spettacolo. 
A giugno 2015, terminate le registrazioni dell’album nuovo, Miki attiva una campagna di crowdfunding della durata di due mesi, sul portale di Musicraiser, ottenendo un successo pari al 161% di fondi raccolti (12.125 euro) sull’obiettivo prefissato. 
Il 2 ottobre 2015 esce per Artist First il quarto album dell’artista emiliano, “Diamanti”, interamente composto da Miki. 
L’album entra nella top trenta della piattaforma iTunes e vede Miki impegnato in alcuni live e concerti teatrali che lo riportano sul palco dopo molti anni. 
Nel frattempo, scrive con e per Red Canzian il brano “Ognuno ha il suo racconto”, che il bassista dei Pooh porta con successo in gara al Festival di Sanremo 2018. Il brano traina l’album “Testimone del Tempo”, che scala le classifiche e si posiziona nei posti di vertice dei dischi più venduti in Italia. In questo lavoro Porru si segnala nuovamente come coautore in altri bue brani, “Cosa abbiamo fatto mai?” e “L’impossibile”.

### Gli anni recenti
A febbraio 2019 Miki Porru pubblica per Buena Suerte il nuovo album concept “Hotel Disamore” (16 brani) ambientato in un immaginario albergo dove ogni stanza appartiene a una canzone sulla condizione umana. 
L’album riceve diverse recensioni lusinghiere fra le quali quella di Michele Monina, che lo definisce un “grande album, generoso, geniale e fuori dal tempo”. 
Nella primavera del 2019 Miki firma il brano “Senza ali senza cielo”, interpretato da Jessica Morlacchi (ex leader dei Gazosa) che si piazza al secondo posto nella trasmissione “Ora o mai più” condotta da Amadeus. 
Nello stesso periodo, Miki viene scelto da Red Canzian quale autore delle liriche di tutti i brani dell’Opera Pop – musical dedicata a Giacomo Casanova che l’ex bassista dei Pooh porterà nei teatri italici. Il musical, a partire da novembre 2021, diviene un vero e proprio successo raggiungendo le 88 repliche e 100mila spettatori. Casanova Opera Pop viene poi presentato all'80ª Mostra Internazionale del Cinema di Venezia, nella sua versione cinematografiche che a novembre 2023 raggiunge le sale italiane.

## Discografia

### Album/CD
- 1988 – Spine Senza rose (CBS)
- 1990 – Nuclei Disarmati Annoiati (Ricordi)
- 2012 – L’uomo che cammina[2] (Indisound)
- 2015 – Diamanti[4] (Artist First/Blu Notte)
- 2019 – Hotel Disamore[6] (Buena Suerte)

### Singoli
- 1986 – Lei (CBS)
- 1987 – Straniero (CBS)
- 1988 – Ogni tanto si sogna (CBS)
- 1990 – Mani (Ricordi)
- 2009 – L’infinita (Indisound)
- 2013 – Ci Meritiamo Tutto[9] (PGM)
- 2015 – Canzone che fa male[10] (Artist First/Blu Notte)
- 2019 – Due parole (Buena Suerte)
- 2019 – Tutto il mondo che balla (Buena Suerte)